# Доброва (Кршко)
Доброва (словен. Dobrova) — поселення в общині Кршко, Споднєпосавський регіон, Словенія. Висота над рівнем моря: 581,4 м.